# Gropecunt Lane

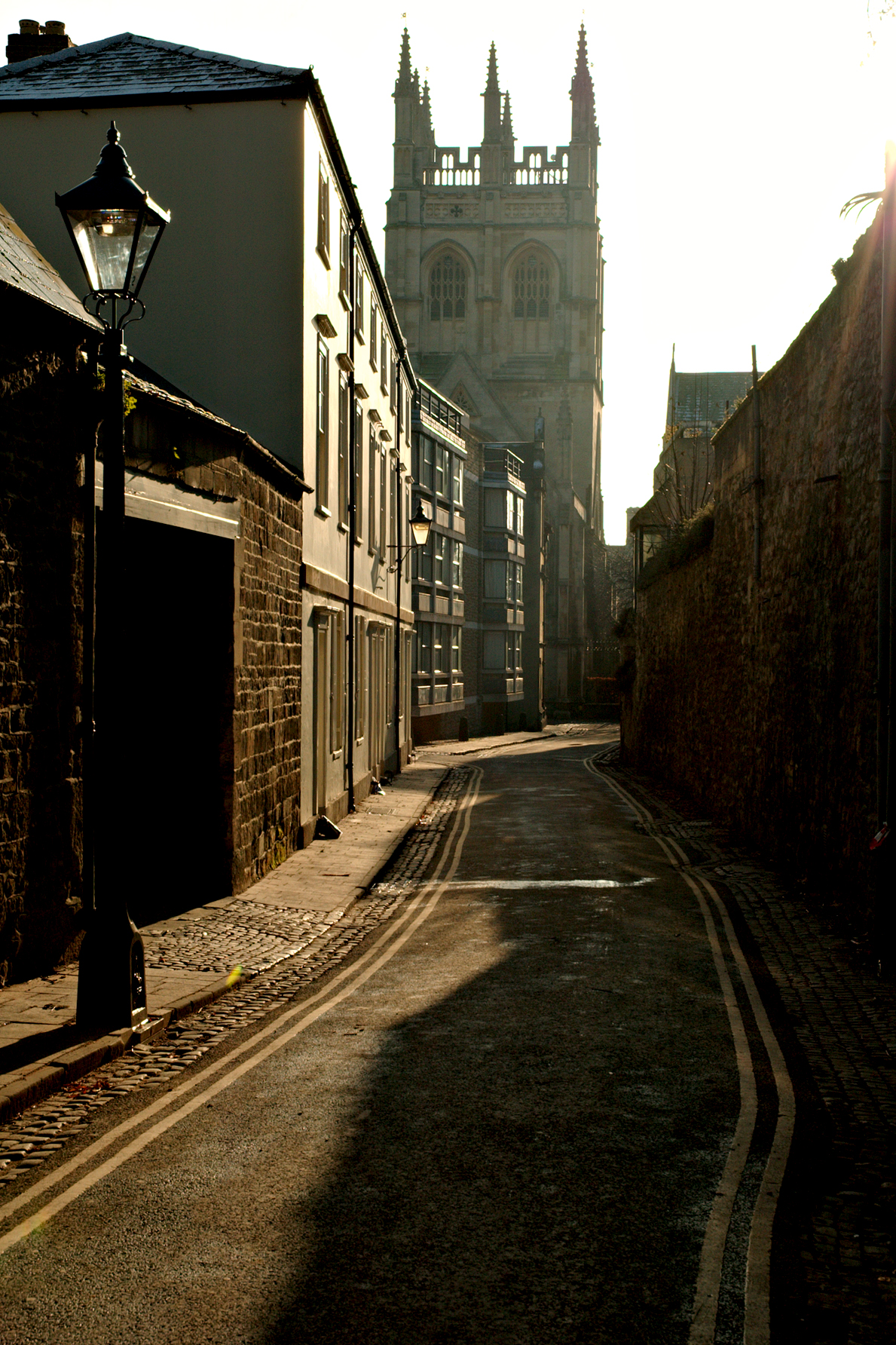
Magpie Lane a Oxford, un tempo nota come Gropecunt Lane

Gropecunt Lane (IPA: /ˈɡroʊpkʌnt ˈleɪn/) era un nome proprio di molte strade inglesi, molto comune durante il Medioevo. Il toponimo indicava tutte le strade dove la prostituzione era parte comune della vita quotidiana; era pratica medievale, infatti, assegnare il nome ad una via affinché questo riflettesse l'attività predominante in loco. In particolare «Gropecunt», toponimo in uso sin dal 1230, è un vocabolo ottenuto dall'unione dei lemmi «grope» (palpeggiare) e «cunt» (termine volgare per designare la vulva). Le strade con questa identità toponimica si trovavano in genere nei quartieri più affollati delle città medievali, rivelandosi spesso delle vie molto trafficate.
Sebbene il nome sia stato molto utilizzato in tutta l'Inghilterra, molte delle strade un tempo chiamate Gropecunt Lane sono oggi note con nomi più innocui, come Grape Lane.

## Toponimia
Numerose sono le varianti: Gropecunte, Gropecountelane, Gropecontelane, Groppecountelane e Gropekuntelane; una volta erano popolari, trovando riscontri in tutta Inghilterra, anche se oggi questi nomi - considerati offensivi e volgari - sono stati censurati. Nella città di York, per esempio, Grapcunt Lane («grāp» è un termine arcaico per «grope») è stata rinominata come Grape Lane, toponimo considerato più accettabile.
La prima traccia del termine «grope» usato nel senso del palpeggiamento si ha nel 1380; similmente, «cunt» si usa per alludere alla vulva sin dal 1230, e corrisponde al kunta di norrena memoria (il cui etimo, tuttavia, è tuttora incerto).

## Prostituzione
Nel definire il termine «cunt», l'Oxford English Dictionary riporta una strada nota come Gropecuntlane nel 1230: si tratta del primo utilizzo del toponimo. Secondo lo scrittore Angus McIntyre, il fenomeno della prostituzione era in continua crescita nella Londra del dodicesimo secolo; inizialmente si esercitava nei vicoletti di Southwark, per poi estendersi nei quartieri di Smithfield, Shoreditch, Clerkenwell, e Westminster. La pratica era sovente accettata, e vari sono stati i tentativi di regolamentarla (piuttosto che di censurarla), ma solo entro confini ben precisi: nel 1393 le autorità londinesi, infatti, tolleravano il meretricio solo entro i confini di Cocks Lane. Anche oltremanica, le prostitute di Montpellier (in Francia) vennero confinate in una sola strada.

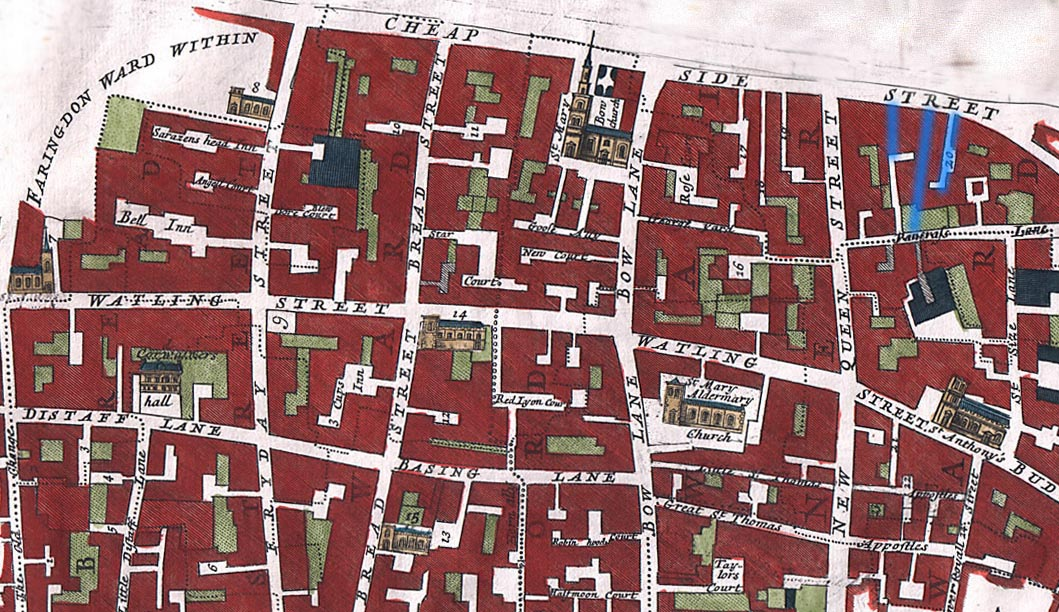
Mappa del 1720 di Bread Street (uno dei 25 ward di Londra) pubblicata nel libro Survey of the Cities of London and Westminster di John Stow. In blu sono evidenziate tre strade oggi scomparse: Puppekirtylane a sinistra, "Grope Countlane" al centro, e Bordhawlane a destra.

Come già accennato, per le strade medievali era pratica comune riflettere l'attività predominante nel toponimo: fu proprio così che nacquero le varie The Shambles, Silver Street, Fish Street, e Swinegate (sede dei macellai) nei contesti urbani. La prostituzione era quindi parte della vita comune del Medioevo; in A survey of London (1598), John Stow afferma che Love Lane è «così chiamata per la lascivia». Gropecunt Lane ha tuttavia un'identità etimologica più "grafica" e, essendo per l'appunto un'ovvia allusione alle attività sessuali, era il toponimo più utilizzato in tal senso.

## Cambiamenti toponimici
L'Oxford English Dictionary definisce il lemma «cunt» come «gli organi genitali femminili», specificando che «la sua diffusione è limitata, così come per le altre parole tabù: vedere la voce FUCK v.». Durante il Medioevo, questa parola era spesso considerata volgare, offensiva e irriverente, essendo stata spesso utilizzata nel senso anatomico almeno dal tredicesimo secolo. Una preziosa testimonianza ci viene fornita da Geoffrey Chaucer che, ne Il racconto del mugnaio, scrive «And prively he caughte hire by the queynte» (e intimamente l'ha salvata con il suo cavallo), e Philotus (1603) fa menzione del termine nella frase «put doun thy hand and graip hir cunt» (e la sua mano va giù e afferra la sua vulva). Gradualmente, crebbe la valenza scurrile del lemma, raggiungendo un livello simile a quello assunto oggi. Nell'opera Wandring Whore II (1660), di John Garfield, la parola viene utilizzata per alludere ad una donna, nello specifico una prostituta: «this is none of your pittiful Sneakesbyes and Raskalls that will offer a sturdy C— but eighteen pence or two shillings, and repent of the business afterwards» (questa non è una delle vostre ridicole bricconerie che può offrire una vagina, ma 18 penny o due scellini, e un pentimento dopo questo commercio). Francis Grose, nel suo A Classical Dictionary of The Vulgar Tongue (1785), definisce la parola come «C**t. The chonnos of the Greek, and the cunnus of the Latin dictionaries; a nasty name for a nasty thing» (C**t. Il chonnos dei Greci, e il cunnus dei dizionari latini; un nome sgradevole per una cosa sgradevole).

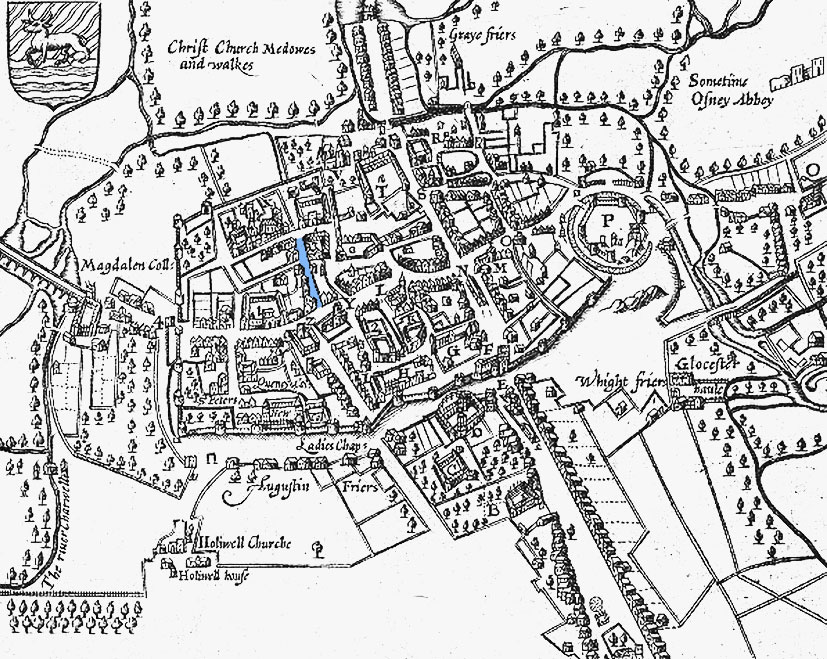
Mappa di Oxford del 1605, realizzata da John Speed: Gropecunt Lane è evidenziata in blu.

Nonostante alcuni toponimi di medievale memoria, come Addle Street (urina fetida) e Fetter Lane (già Fewterer; persona accidiosa e disordinata), siano sopravvissuti, molti altri sono cambiati in ossequio alla morale contemporanea. Sherborne Lane a Londra era nota nel 1272–73 come Shitteborwelane, e poi Shite-burn lane e Shite-buruelane (con un probabile riferimento alle vicine fogne). Pissing Alley, analogamente, cambiò nome nel 1848 diventando Little Friday Street, prima di essere inglobata all'interno della costruenda Cannon Street, nel 1853–54. Petticoat Lane, toponimo spesso ricondotto erroneamente alla prostituzione, divenne nel 1380 Middlesex Street, non senza polemiche (Middlesex, infatti, era un elemento di biancheria intima). Più di recente, Rillington Place, dove John Reginald Christie uccise le proprie vittime, venne ribattezzata Ruston Close.
Con poche eccezioni a Shrewsbury e possibilmente Newcastle upon Tyne (dove si fa menzione di una Grapecuntlane nel 1588), l'abitudine di chiamare i luoghi di esercizio della prostituzione «Gropecunt Lane» venne persa nel quattordicesimo secolo. La sua improvvisa scomparsa nel parlato vernacolare inglese si può far risalire ad una graduale bonifica del toponimo: per esempio, la Gropecuntelane di Wells diventò nel Duecento Grope Lane e poi, nel diciannovesimo secolo, Grove Lane. Il tramonto (seppur temporaneo) della prostituzione londinese si ebbe nel Cinquecento, quando la classe dirigente protestante (che mal gradiva la massiccia presenza di meretrici nella capitale inglese) chiuse tutti i postriboli di Southwark, ponendo fine ai precedenti tentativi di regolamentazione.

## Luoghi

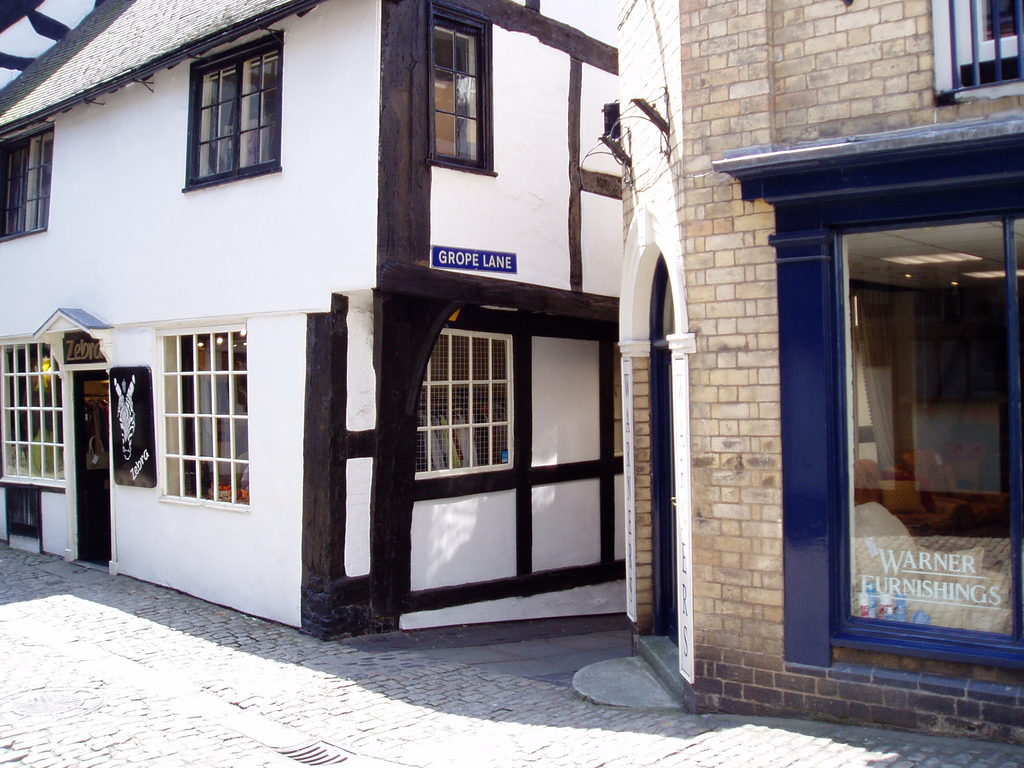
Grope Lane a Shrewsbury

Londra ha avuto molte strade sotto il nome di Gropecunt Lane: degna di nota è quella che si trovava fra Bordhawelane (bordello) e Puppekirty Lane (poke skirt, gonna ammiccante), nei pressi dell'odierna Cheapside. Documentata per la prima volta nel 1279, sotto i nomi di Gropecontelane e Groppecountelane, la via faceva parte di una serie di strade al di fuori di Southwark dove comunque si esercitava la prostituzione, attività confinata e tollerata solo entro i confini del succitato quartiere.
Il toponimo era in uso anche in altre città medievali inglesi, fra cui Bristol, York, Shrewsbury, Newcastle upon Tyne, Worcester, Hereford, e Oxford. La Gropekuntelane di Norwich, oggi Opie Street, venne schedata in latino come turpis vicus, la strada vergognosa. Nella Oxford del 1230, Magpie Lane era nota piuttosto come Gropecunt Lane, rinominata Grope o Grape Lane nel Duecento, per poi assumere il nome di Magpie Lane nel diciassettesimo secolo. Cambiò nuovamente nome nel 1850, quando venne deliberato che si chiamasse Grove Street; ciononostante, il toponimo Magpie Lane tornò comunque in uso nel Novecento. Newcastle e Worcester avevano entrambe una Grope Lane ubicata nelle vicinanze delle banchine portuali. In uno studio effettuato nel 2001 sul meretricio medievale, lo storico Richard Holt e l'archeologo Nigel Baker hanno scoperto che vi è una forte associazione fra le strade dette Gropecunt Lane (quasi sempre situate nel centro della città) e la sede del mercato cittadino; questo parallelismo suggerisce che quelle strade erano deputate non solo al piacere sessuale mercenario, ma anche per la sosta dei venditori ambulanti.
L'ipotesi del commercio contribuisce a spiegare la relativa uniformità del nome in tutto il paese. Vi erano strade chiamate Gropecunt Lane anche in città di piccole dimensioni come Banbury, Glastonbury e Wells sin dal 1300, con delle regolari menzioni nei documenti ufficiali del tempo. A Banbury, Parsons Street era nota come Gropecunt Lane nel 1333, ed è stata probabilmente un importante asse viario; analogamente, Grape Lane a Whitby una volta si chiamava Grope Lane, o Grapcunt Lane. Inoltre, si fa menzione di una Gropecunte Lane a Glastonbury (l'odierna St Benedicts Court) sia nel 1290 che nel 1425. Anche a Shrewsbury vi era una Grope Countelane a collegare i due maggiori spazi commerciali cittadini.